# Islam au Ghana

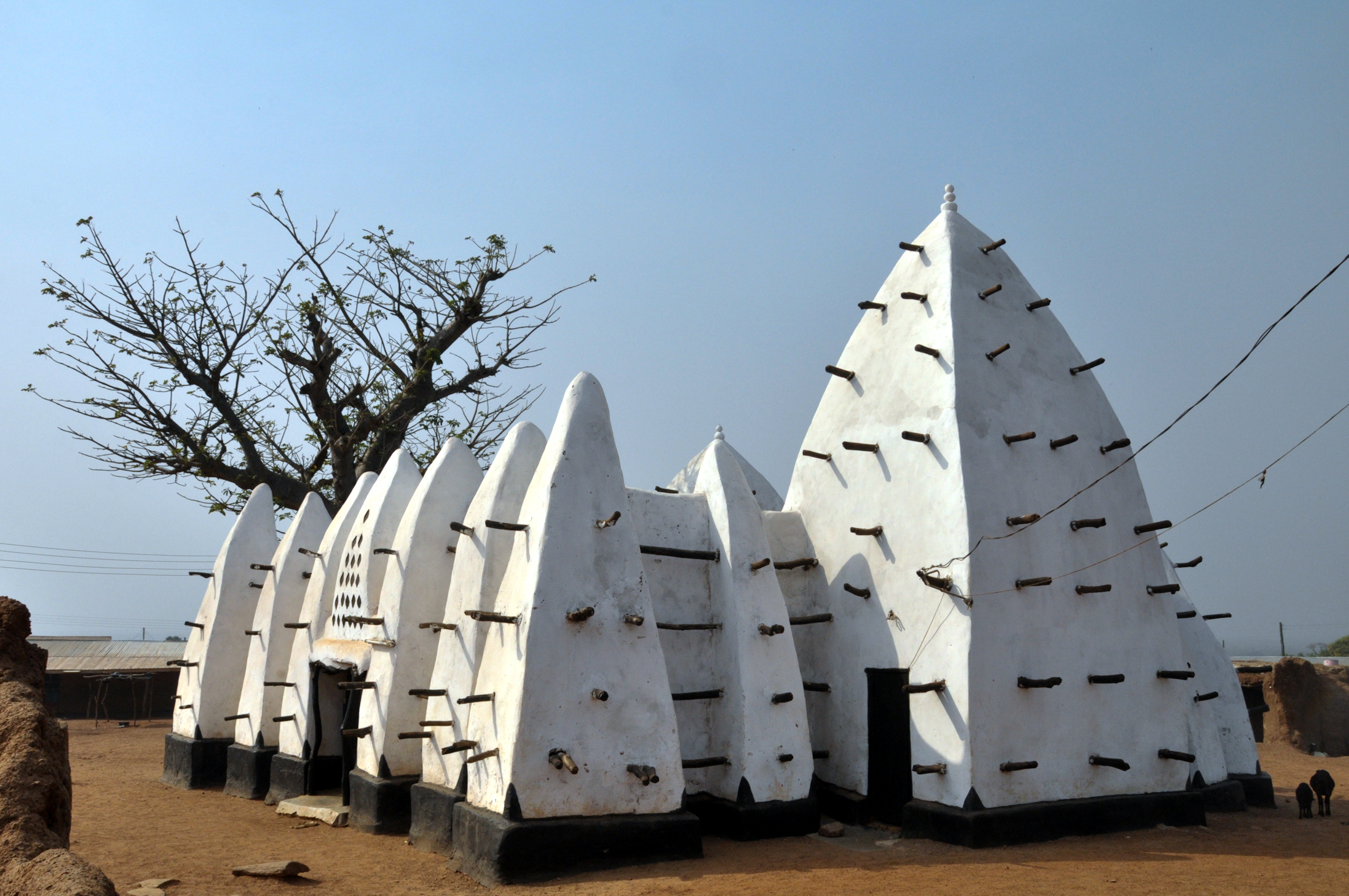
Mosquée de Larabanga

Un recensement datant de 2010 indique 20 % de musulmans dans la République du Ghana. 
Les musulmans du Ghana se reconnaissent à 51 % comme sunnites (souvent de rite malékite), à 16 % comme ahmadis, et à 8 % comme chiites. Les autres ne se réclament d'aucune affiliation particulière. L'islam chiite a crû rapidement dans les années 1980 avec l'arrivée de marchands libanais. Même si le soufisme est peu répandu au Ghana, les confréries Tijaniyya (tidjane) et Qadiriyya sont présentes.
Les musulmans sont plus nombreux dans la Région du Nord où ils représentent 60 % de la population d'après le recensement de 2010.

## Histoire

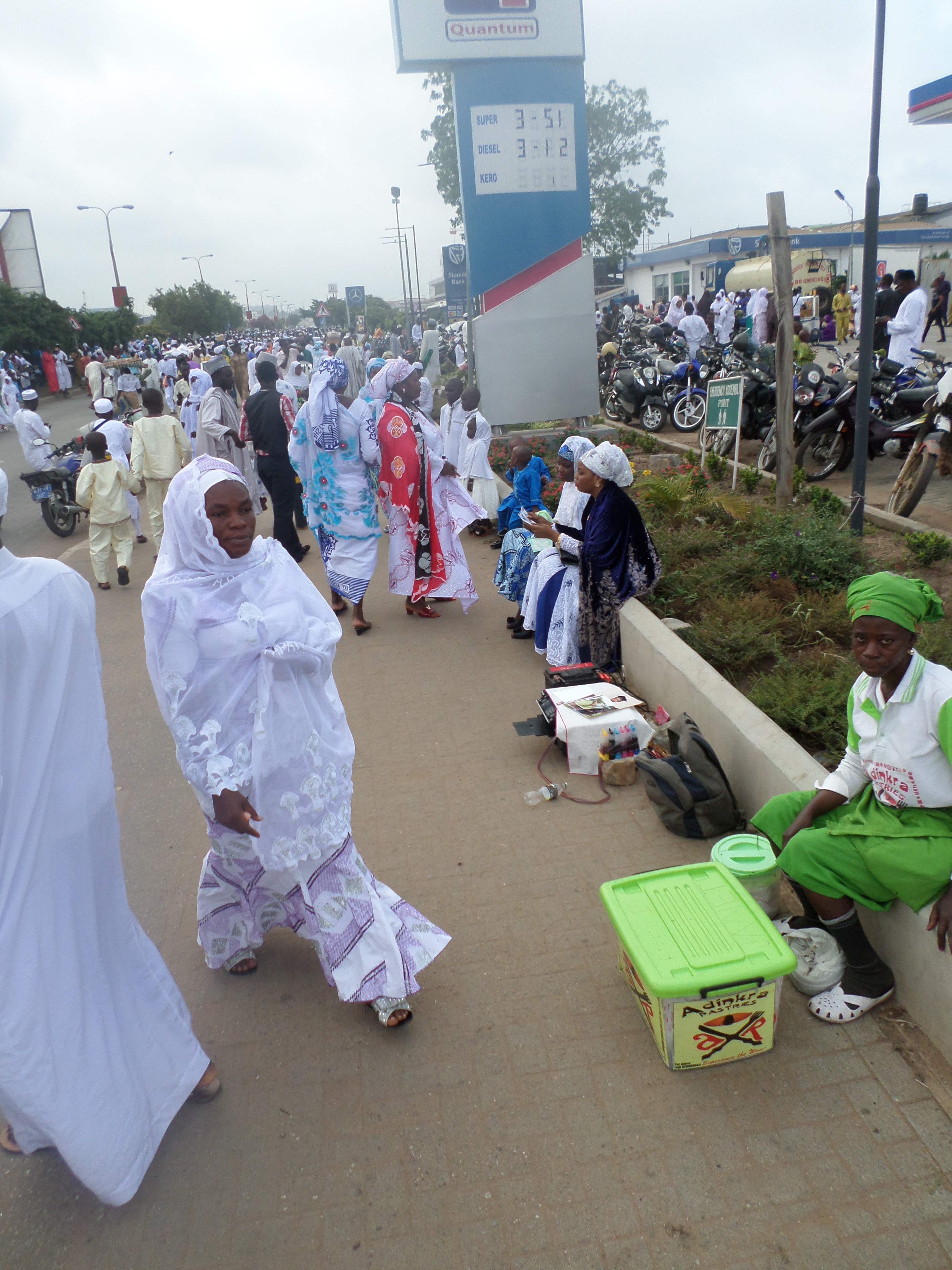
Aïd el-Fitr près de la mosquée centrale d'Accra

L'expansion de l'islam en Afrique de l'Ouest a commencé vers le IXe siècle avec l'Empire du Ghana (qui ne correspond pas à la région du Ghana actuel), grâce à l'activité commerciale des musulmans d'Afrique du Nord. L'islam n'était alors qu'une religion parmi d'autres. L'empire du Mali et l'empire songhaï qui le suivirent adoptèrent progressivement l'islam, qui atteignit les territoires du Nord du Ghana moderne autour du XIVe siècle. Il fut apporté dans la région par les marchands et le clergé Malinkés (Mandingues, appelés aussi Wangaga au Ghana). Le Nord-Est du Ghana fut aussi influencé par l'arrivée de marchands musulmans Haoussas à partir du XVe siècle. Le Nord du Ghana connut une seconde vague de migrants fuyant le djihad lancé par Ousman dan Fodio dans le Nord du Nigeria au début du XIXe siècle.

## L'islam actuel

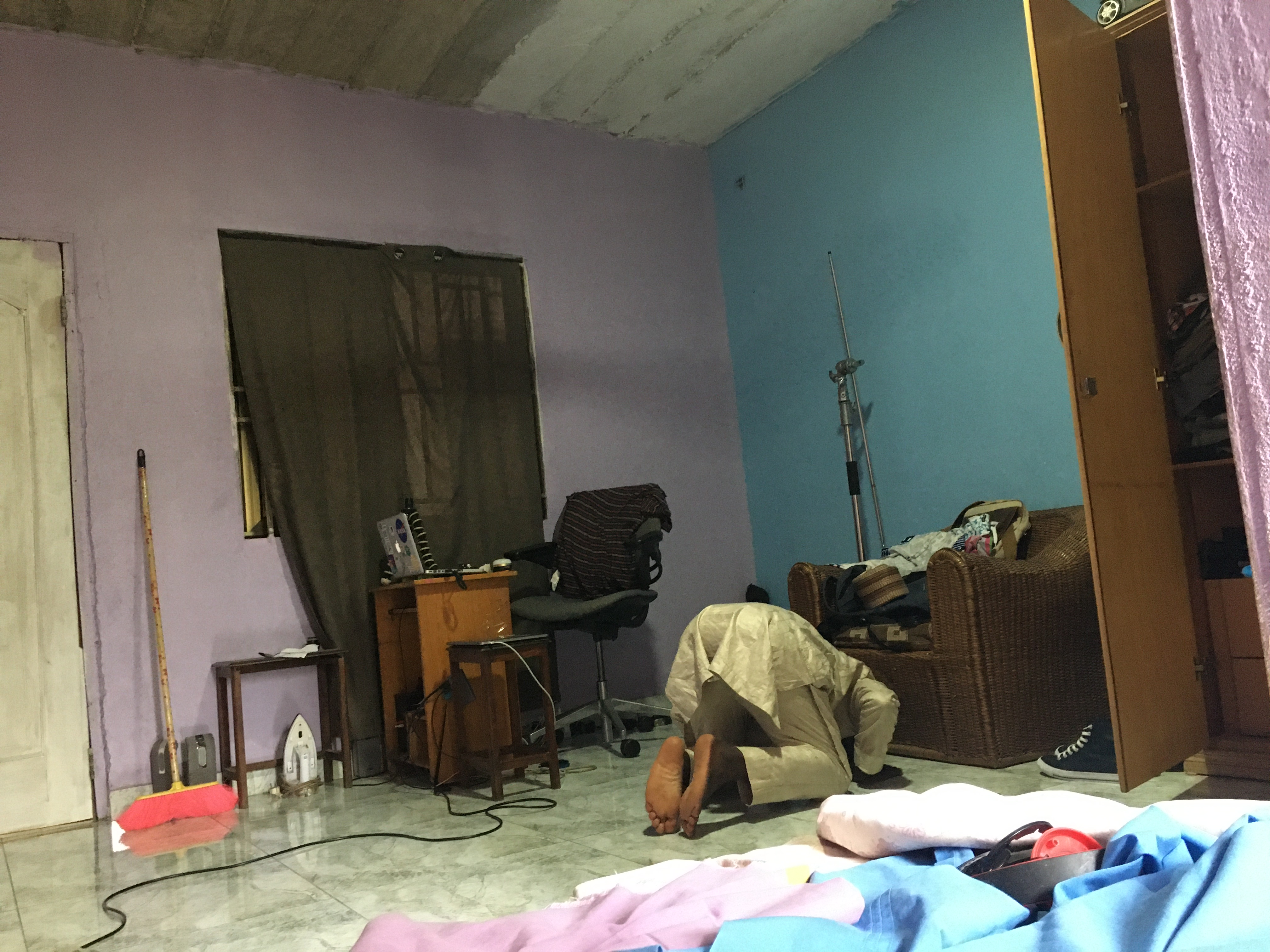
Un musulman faisant sa prière chez lui.

Le Conseil des Représentants Musulmans a souvent négocié des affaires concernant des aspects économiques, sociaux ou religieux de la communauté musulmane. Il a organisé des hajj (pèlerinages) à La Mecque pour les musulmans qui en ont les moyens. En revanche, cette institution n'est pas parvenue à moderniser les écoles islamiques au-delà d'une instruction coranique de base. Une conséquence de ce problème d'éducation est la naissance d'un fossé économique et technologique entre musulmans et non musulmans.
Par ailleurs, en dépit des tensions au Moyen-Orient, en Afrique du Nord et au Nigeria depuis les années 1970, les relations entre musulmans et chrétiens ghanéens sont excellentes.